# Estadio Municipal El Labrador
El Estadio Municipal el Labrador está ubicado en el cantón de Vázquez de Coronado, San José, Costa Rica.
El estadio es propiedad de la municipalidad de Coronado y lo utiliza el equipo de la Segunda División de Costa Rica, el Club Sport Uruguay de Coronado principal representante de este cantón y sus equipos juveniles, además el equipo de Arenal Coronado de la Primera División Femenina de Costa Rica. También fue sede del club Labrador de Coronado que militó en la Primera División de LINAFA o Tercera División de Costa Rica hasta la temporada 2011-2012 y actualmente está en Tercera División de LINAFA, equivalente a la Quinta División de Costa Rica.
El estadio está ubicado de la Parroquia San Isidro Labrador, unos doscientos cincuenta metros al sur, sobre Avenida 83. Tiene una capacidad para 2500 personas sentadas (aproximadamente). Cuenta con una gramilla Sintética de Alta Calidad y una pista de atletismo alrededor de la cancha. También se prevé la instalación de un gimnasio para uso del club y público, además de la colocación de más graderías. Fue la primera gramilla sintética a rayas de Costa Rica.

## Historia
El estadio Labrador tuvo una primera oportunidad de brillar en 1952 cuando el Uruguay recibió al Bánfield de Argentina ganando los visitantes 2x1, en aquel entonces era una cancha abierta.
En 1990 se disputa la Copa Labrador entre los Lecheros y el Saprissa que ganan los morados en penales y así fue inaugurado oficialmente el reducto ya cerrado, fue sede de los juegos del Uruguay en la Segunda División desde la temporada 1992/93 hasta su regreso a Primera División en la temporada 2011/12, luego de algunas mejoras es aceptado para ser la sede en Primera División del equipo a partir de la temporada 2012/13.
El último partido realizado en la antigua cancha natural del Estadio Labrador fue el domingo 21 de septiembre del 2008, en esa oportunidad el CS Uruguay derrotó un gol por cero al Orión FC.
El sábado 4 de septiembre de 2010 se inauguró la nueva cancha sintética del Estadio Municipal El Labrador. En dicho partido, los lecheros no tuvieron compasión de sus rivales, derrotaron cuatro goles por cero a la Asociación Deportiva Sagrada Familia.